# Убийство Хадис Наджафи
Убийство Хадис Наджафи — 22-летняя этническая азербайджанка Хадис Наджафи, участвовавшая в протестах, начавшихся в Иране после убийства Махсы Амини, была застрелена 6 пулями иранскими силами безопасности.
Хадис Наджафи родилась в 2000 году. Она была известна как поэтесса и литературный критик. Перед смертью прославилось её видео, на котором она стоит без платка и отбрасывает свои светлые волосы перед протестующими. 24 сентября 2022 года Хадис Наджафи, принимавшая участие в акции протеста в городе Карадж, скончалась на месте, получив 6 пулевых ранений в грудь, лицо и шею. Её похоронили 25 сентября 2022 года. После смерти она стала одним из символов непрекращающихся протестов в Иране.

## Память
В 2023 году на студии «АНИМАФИЛЬМ» был снят анимационный фильм «Хадис» о Хадис Наджафи. Фильм также посвящён тем, кто борется с гендерной, этнической и культурной дискриминацией в Иране.